# Catedral de Schleswig

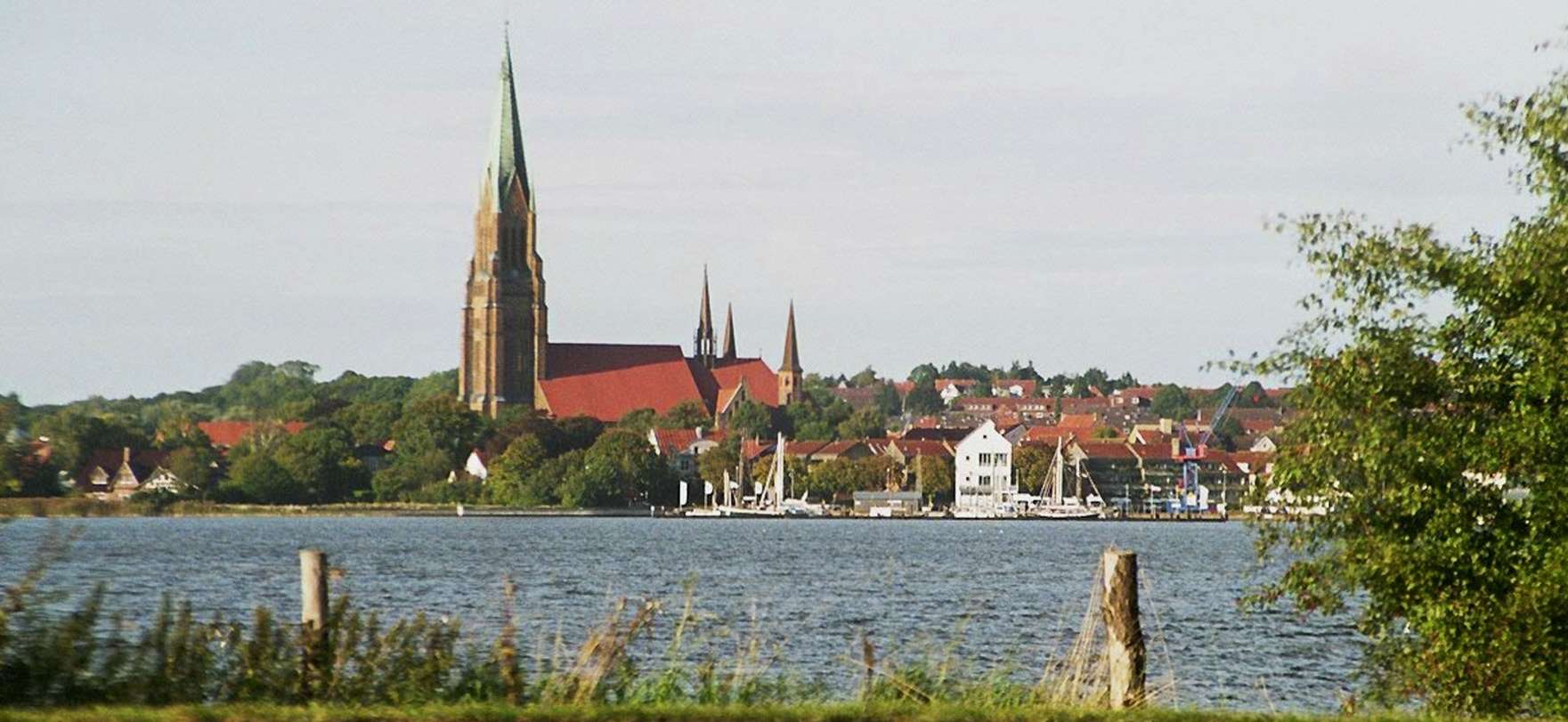
La catedral de Schleswig como se ve desde el Schlei.

La catedral de Schleswig (en alemán: Schleswiger Dom; en danés: Slesvig Domkirke), oficialmente catedral de San Pedro en Schleswig (en alemán: St. Petri-Dom zu Schleswig), es la iglesia principal de la ciudad de Schleswig y fue la antigua catedral católica del obispado de Schleswig hasta que esa diócesis fue disuelta en 1624. Ahora es una iglesia de la Iglesia evangélica luterana del norte del Elba, sede de uno de sus obispos, y se encuentra entre los monumentos arquitectónicos más importantes del estado de Schleswig-Holstein.

## Historia

### Predecesores
En 850 se fundó una iglesia misionera en Haithabu (Hedeby). Entre 947 y 949 Otón I estableció tres diócesis en la península de Cimbros: Ribe, Schleswig y en 948 Aarhus. Después de la fundación de la diócesis de Schleswig en 947, se construyó la primera catedral en Schleswig. Hoy en día, ni el tamaño ni la ubicación de esa catedral se conocen.

### Construcción

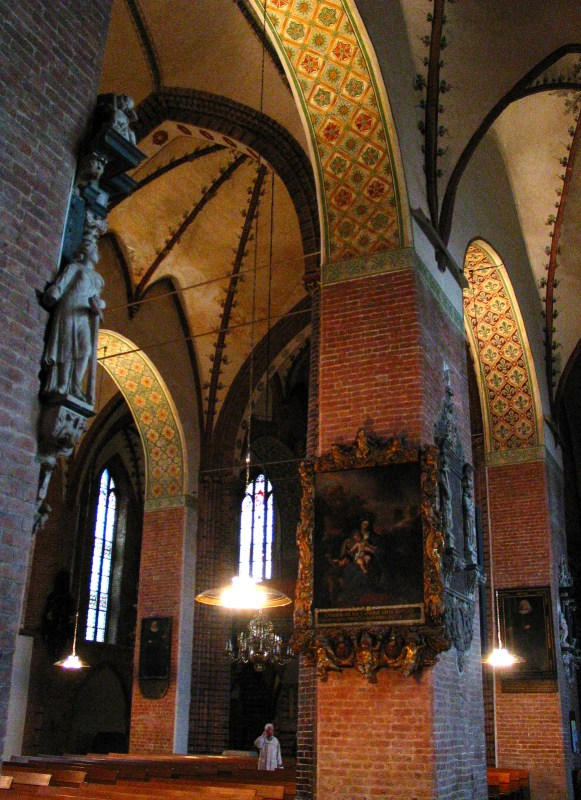
Interior gótico de la catedral

En 1134 comenzó la construcción de una nueva basílica románica. El trabajo solo se completó alrededor de 1200, ya que se construyó una nave adicional que todavía se puede ver hoy. Los materiales de construcción empleados fueron granito, toba del Rin y ladrillo.
En 1134, el cuerpo sin cabeza del rey danés Niels fue depositado en la catedral de San Pedro después de ser sacado del Schlei en las redes de los pescadores locales. Los monjes que asistieron al levantamiento del cadáver escucharon ruidos extraños y pensaron que el espíritu del rey Niels estaba deambulando en la iglesia. Como resultado, el cuerpo del rey fue llevado a Gottorp y metido en una tumba pantanosa. Alguien clavó una estaca en el ataúd de Niels para mantenerlo allí. Cuenta la leyenda que el rey Niels todavía acecha en la catedral y continúa cazando en los pantanos y los bosques de Schleswig con sus sabuesos. El rey Federico I de Dinamarca está enterrado en la catedral.
Después del colapso de las dos torres y de algunas partes de la basílica en 1275, el salón gótico del coro alto fue construido y completado alrededor de 1300.
La iglesia de planta de salón de estilo gótico tardío se construyó entre 1200 y 1408 y se terminó en el siglo XVI. En 1894, la catedral adquirió su aspecto exterior definitivo. En 1879 Schleswig se convirtió en la capital de la provincia y en 1888 comenzó la construcción de una torre de estilo neogótico a petición del rey Guillermo II de Prusia. Fue terminada en 1894 y tiene 112 metros, demasiado alta en comparación con las proporciones de la catedral. Hay un mirador de observación en la torre a 65 metros de altura que ofrece una gran vista de la ciudad de Schleswig, del Schlei y del pueblo pesquero de Holm. En 2006 se podían ver las campanas sobre la plataforma con una visita guiada especial que comenzaba en la catedral.
Junto al Altar de los Magos gótico (ca. 1300) en el coro meridional, una pila bautismal de bronce en el coro alto de Ghert Klinghe (1480) y una talla en madera de cuatro metros de altura de san Cristóbal el principal atractivo de la catedral es el famoso Altar de Bordesholm.

## La catedral en detalle

### El portal Petri
El acceso a la catedral se realiza a través del portal de Petri, románico, que data de 1180. Se utilizaron diversos materiales para la construcción del portal: granito, arenisca roja de Escania, piedra caliza de Gotland y toba volcánica de Renania.
En el tímpano se representa a Cristo entre evangelistas y santos. Presumiblemente, el que tiene la llave sería el apóstol Pedro, y el otro, al que se le da el rollo con la misión cristiana, sería san Pablo. Al lado del portal hay una escultura desgastada de un león; se puede encontrar otro en la pared exterior de la sacristía.

### La sacristía
La sacristía, construida alrededor de 1480, sirvió primero, de hecho, como sacristía y sala capitular del cabildo de la catedral (en alemán: Domkapitel una entidad similar a los consejos de una iglesia parroquial encargados del trabajo religioso cotidiano de la catedral) y desde 1567 como aula para la escuela de la catedral. Después de la Reforma protestante, se convirtió en una Fürstengruft (tumba de los príncipes) como tumba de los duques de Holstein-Gottorp.

### Elaltar de Brüggemann

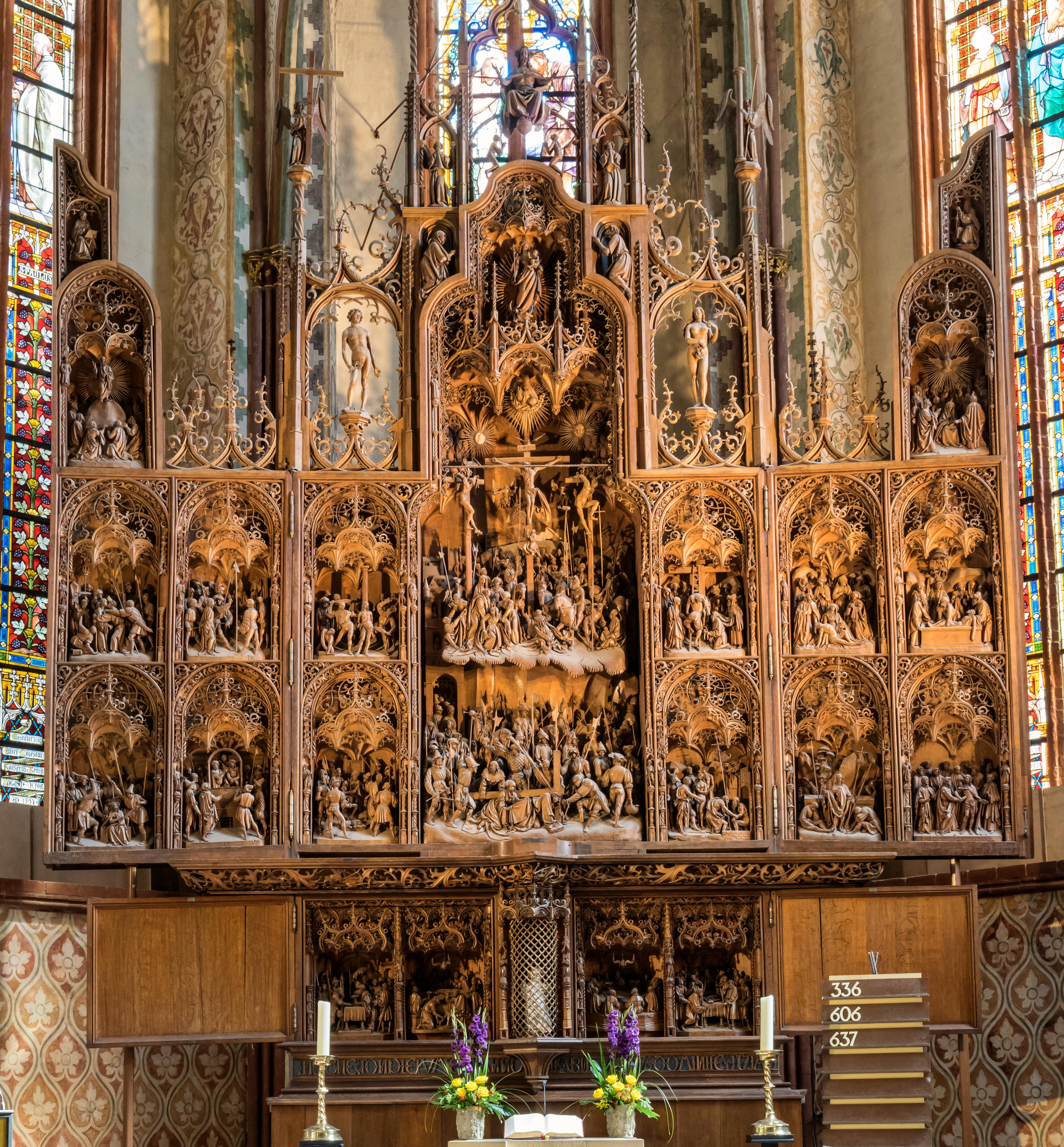
El altar, tallado por Hans Brüggemann entre 1514 y 1521 es el principal atractivo de la catedral

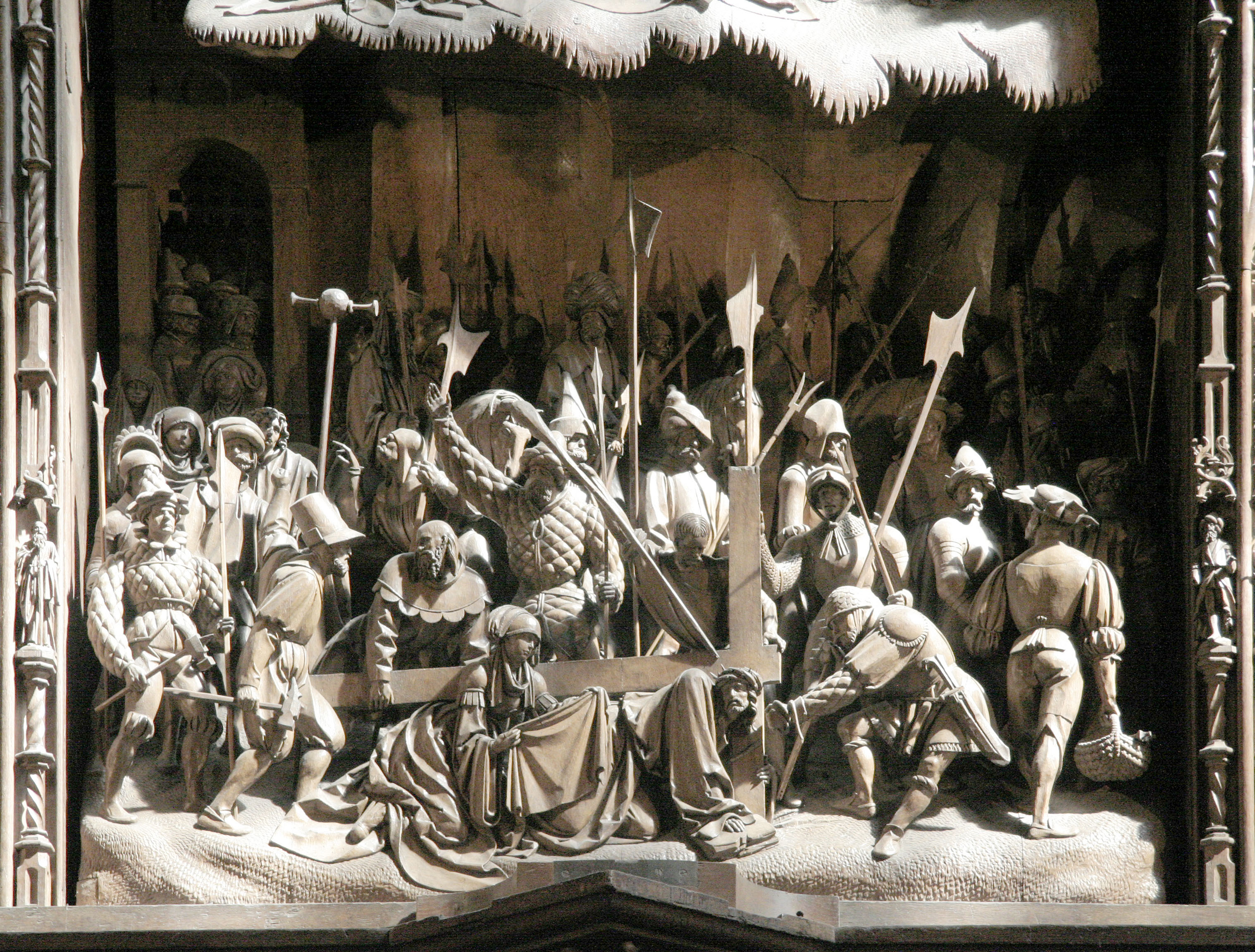
Detalle del centro del Altar Brüggemann: Jesús llevando la cruz

El altar de madera de roble tallado por Hans Brüggemann entre 1514 y 1521 tiene 12,60 metros de altura y representa la historia bíblica desde el prendimiento de Cristo hasta la Ascensión (siguiendo el modelo de la Pequeña Pasión de Alberto Durero). En la pieza central, Jesús lleva la cruz y el descenso al infierno se enfatiza a través de tallas más grandes. La Ascensión y el Pentecostés están representados en las alas del altar. Al lado de la pieza central, se pueden ver a Adán y Eva. Sobre el conjunto, Jesucristo se cierne como pantocrátor.
Originalmente, el altar fue labrado para la Chorherrenkirche agustiniana (es decir, la iglesia colegiata) en Bordesholm. Después de la disolución del priorato, el duque Christian Albrecht de Holstein-Gottorp organizó el traslado del altar a la catedral de Schleswig en 1666.
Un joven Emil Nolde ayudó con la restauración del altar en Flensburg a finales del siglo XIX.

### Cenotafio de Federico I
En la nave del coro septentrional, se puede encontrar un elegante cenotafio renacentista para Federico I, rey de Dinamarca y Noruega y duque de Schleswig y de Holstein. La lápida sepulcral, creada para el coro en 1552 y colocada allí, se trasladó a su posición actual en 1901. Fue descrita como una de las «obras maestras del arte renacentista neerlandés en Europa del Norte» (Marianne Mehling). Su creador es el escultor flamenco Cornelis Floris de Vriendt. En lugar de las siete virtudes habituales, en el sarcófago (vacío) se encuentran solo seis.

### LaMadonna Azul
Jürgen Ovens (1623-1678) pintó su Madonna Azul, originalmente llamada Sagrada Familia Sagrada con san Juan, en 1669. Está situada sobre un pilar en el lado septentrional de la nave. La influencia de Anton van Dyck es claramente visible en la pintura barroca.
Jürgen Ovens, nacido en 1623 en Tönning, fue un discípulo de Rembrandt y pintor de la corte de los duques de Holstein-Gottorp. La Virgen Azul es su pintura más famosa. Un Autorretrato de 1691 se puede encontrar en la iglesia de San Lorenzo en Tönning. Otras obras de Ovens se pueden ver en el Museo Estatal de Schleswig-Holstein, en el castillo de Gottorf.

### Torre central
La torre central fue construida por Friedrich Adler entre 1888 y 1894 de ladrillo. Con 112 metros, es la segunda aguja de iglesia más alta de Schleswig-Holstein, después de la Marienkirche en Lübeck. La torre estaba en mal estado a principios de la década de 1950 y fue restaurada de 1953 a 1956.

### Enterramientos
- Valdemaro IV, duque de Schleswig (?-1314)
- Eric II, duque de Schleswig (1290-1325)

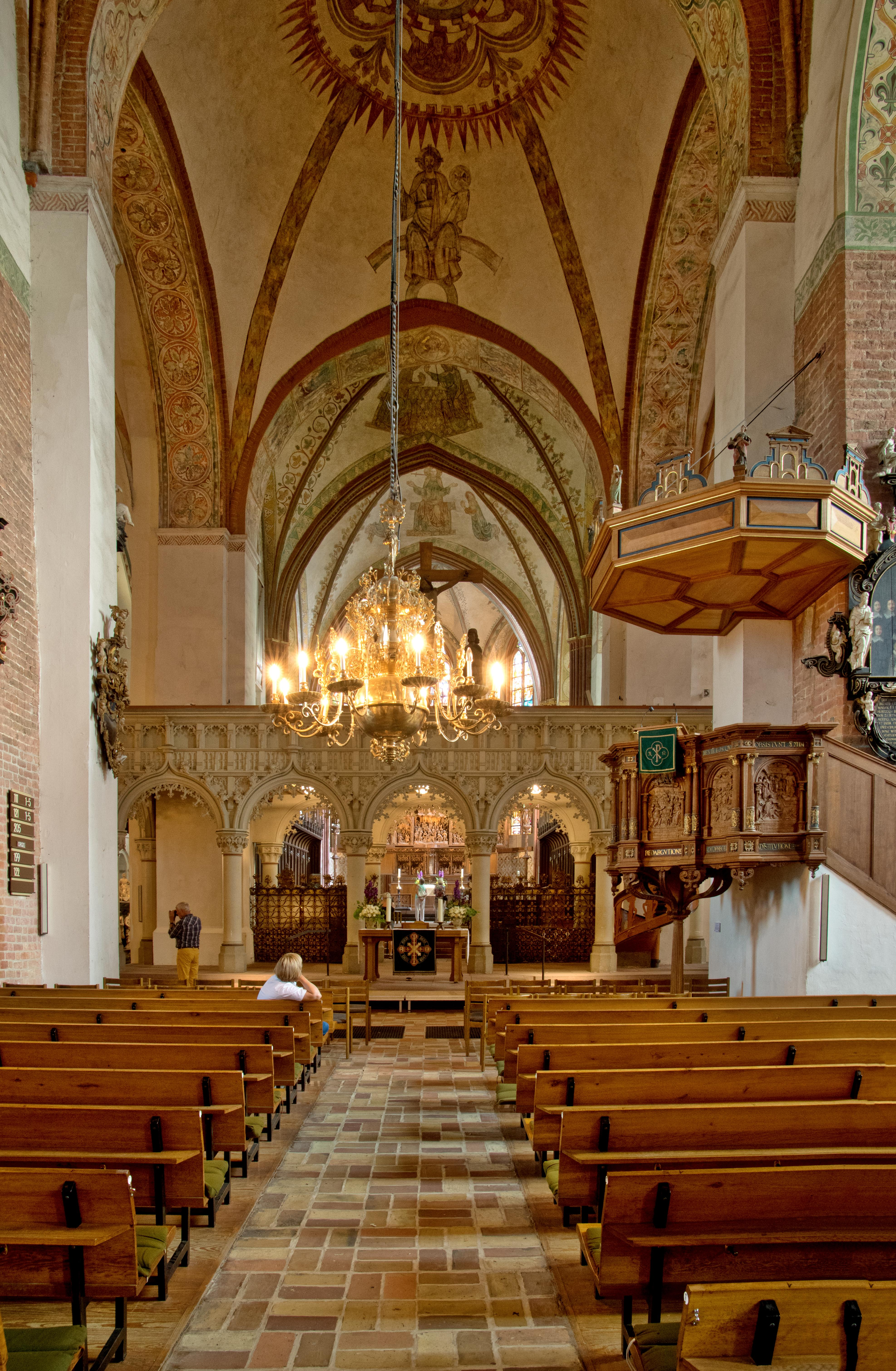
Nave interior

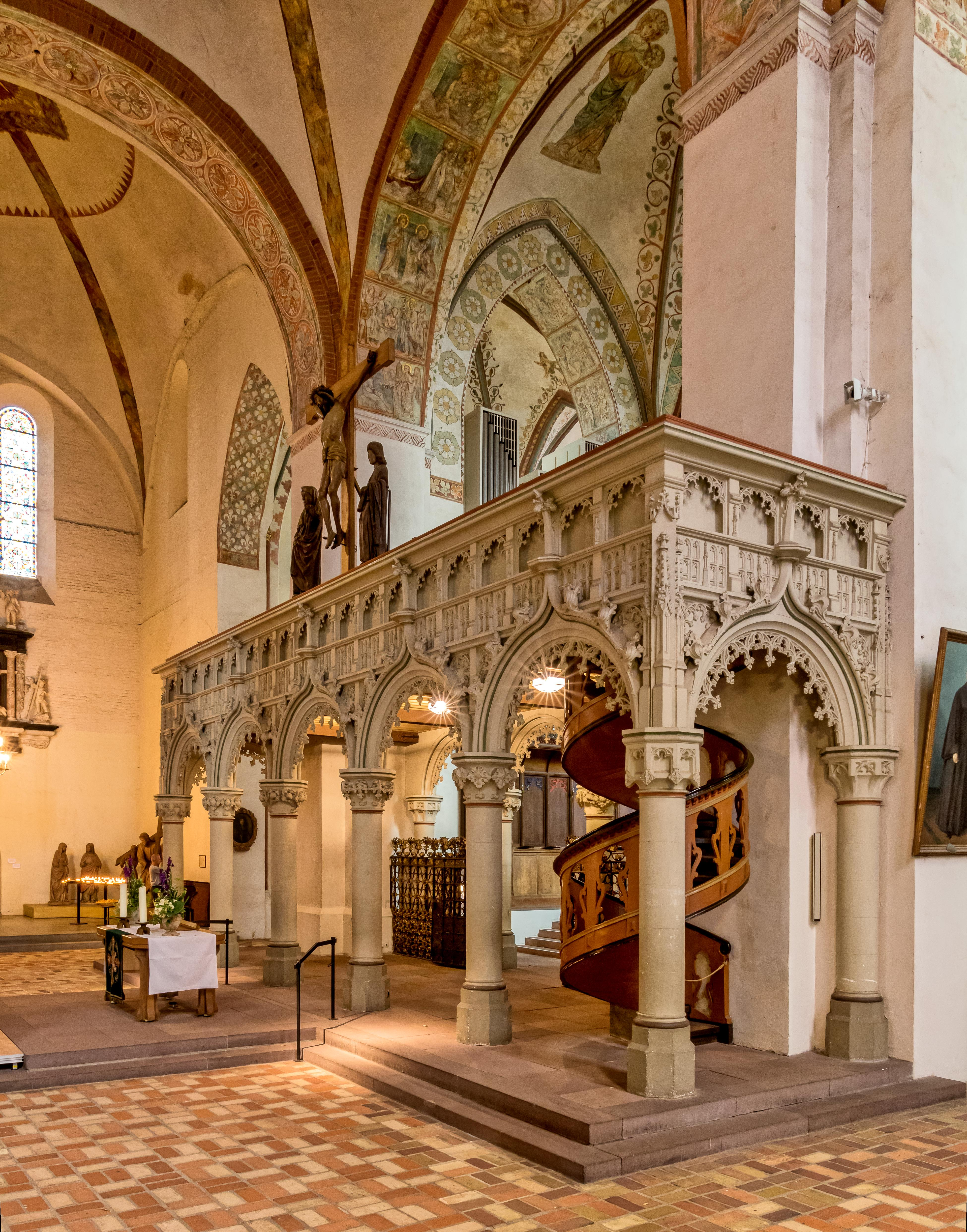
Doksaal

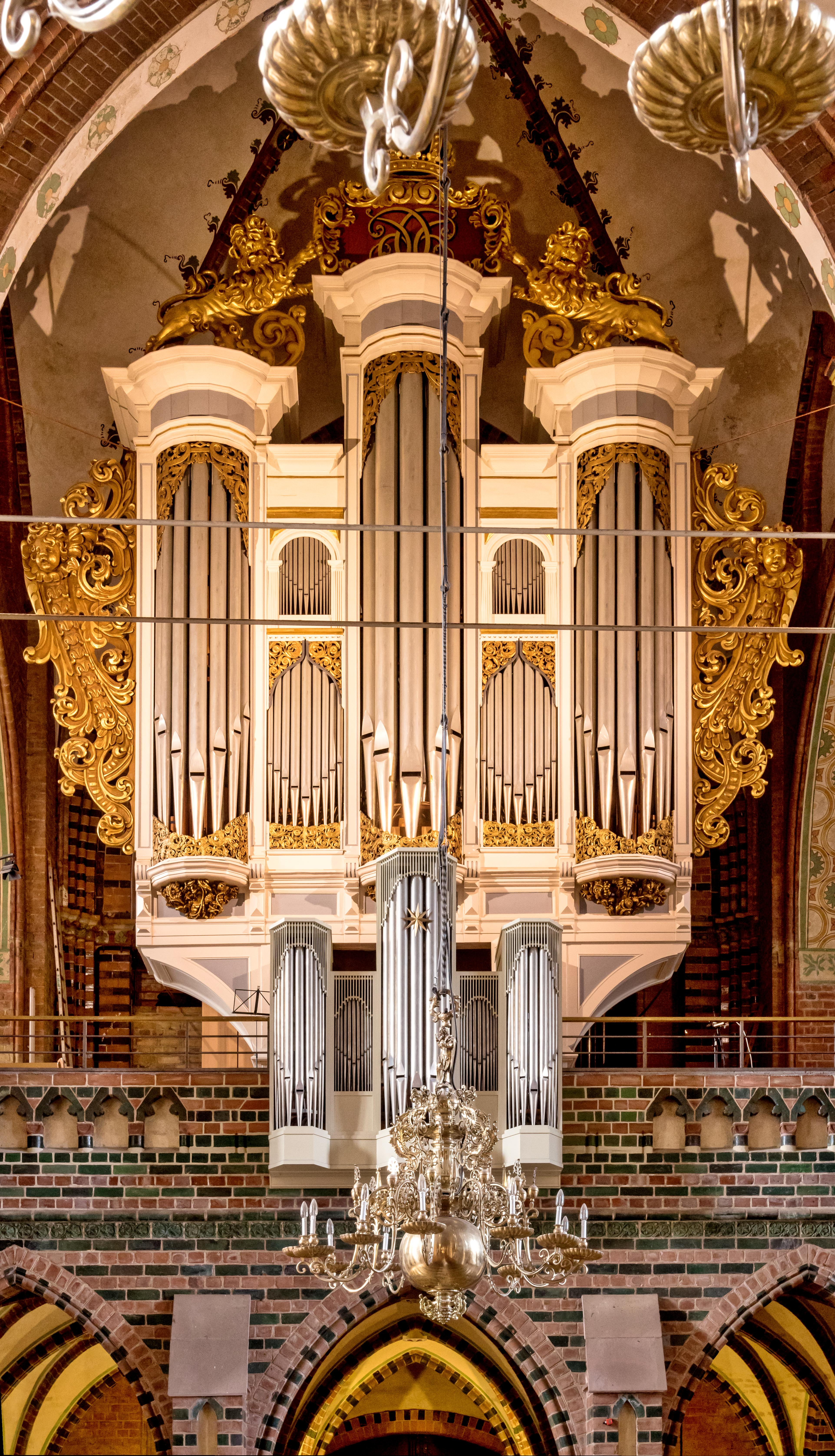
Órgano

- Federico I de Dinamarca
- Conrado de Reventlow
- Gustav Trolle

## Galería

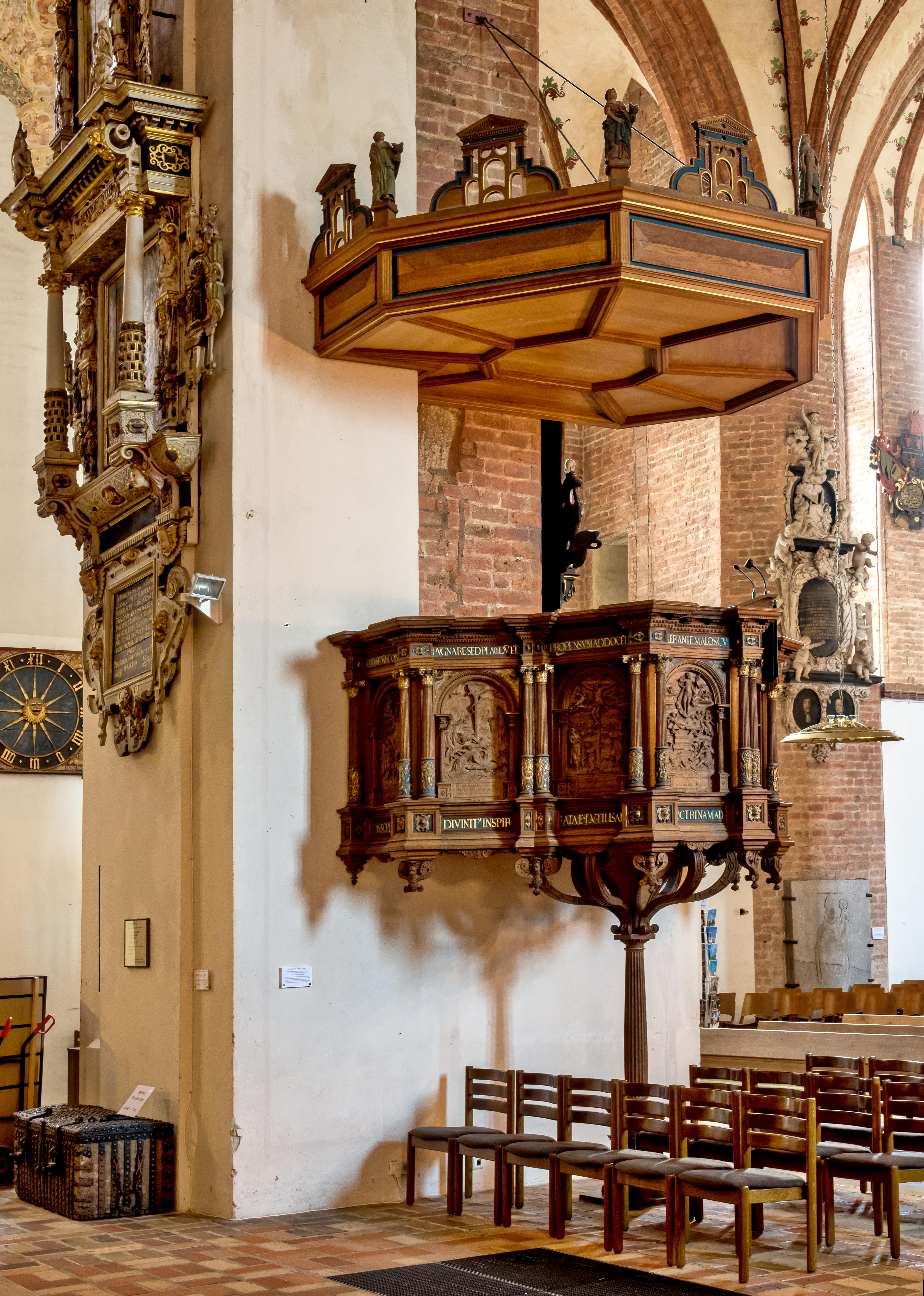
Preekstoel
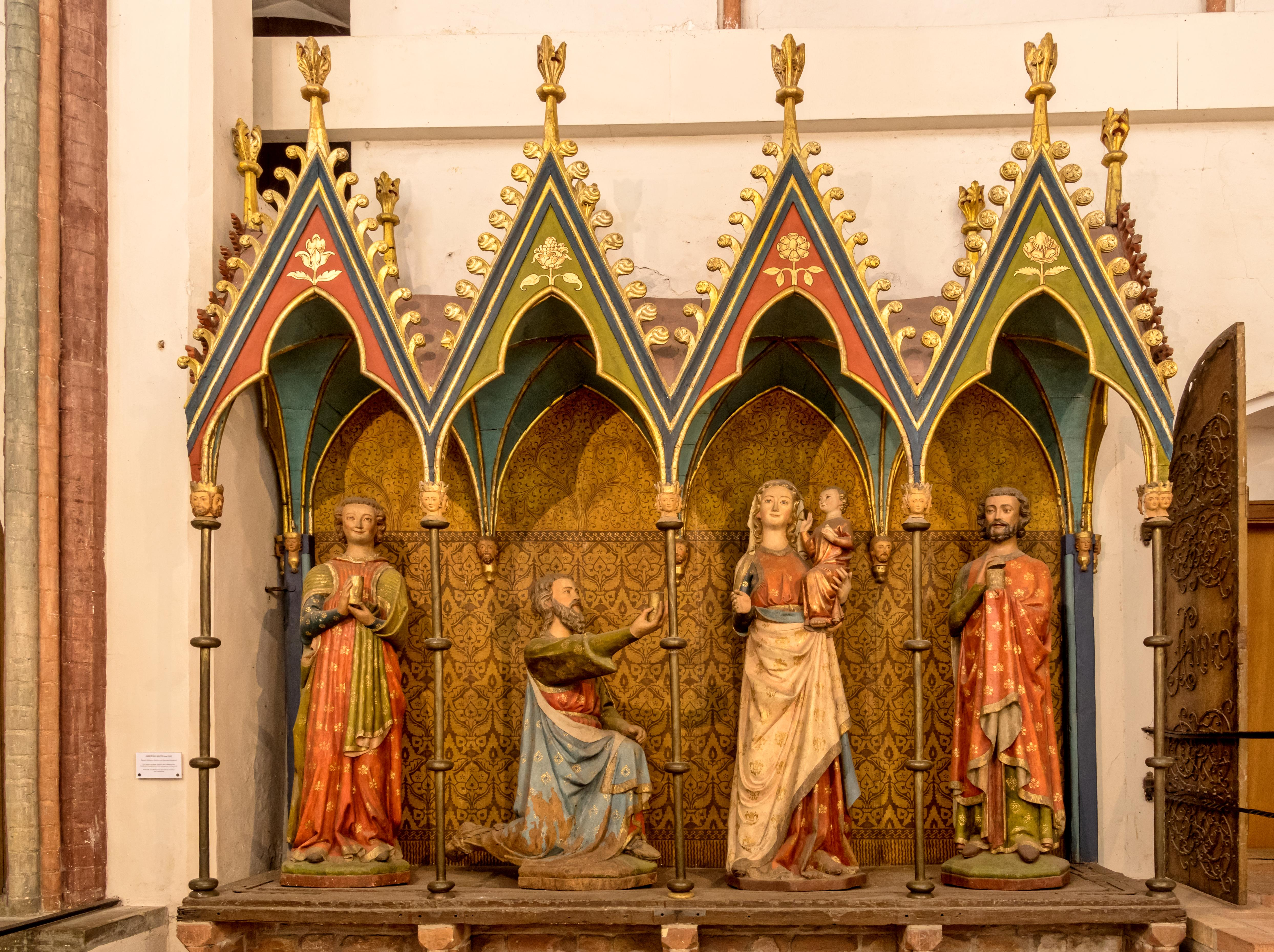
Driekoningenaltaar
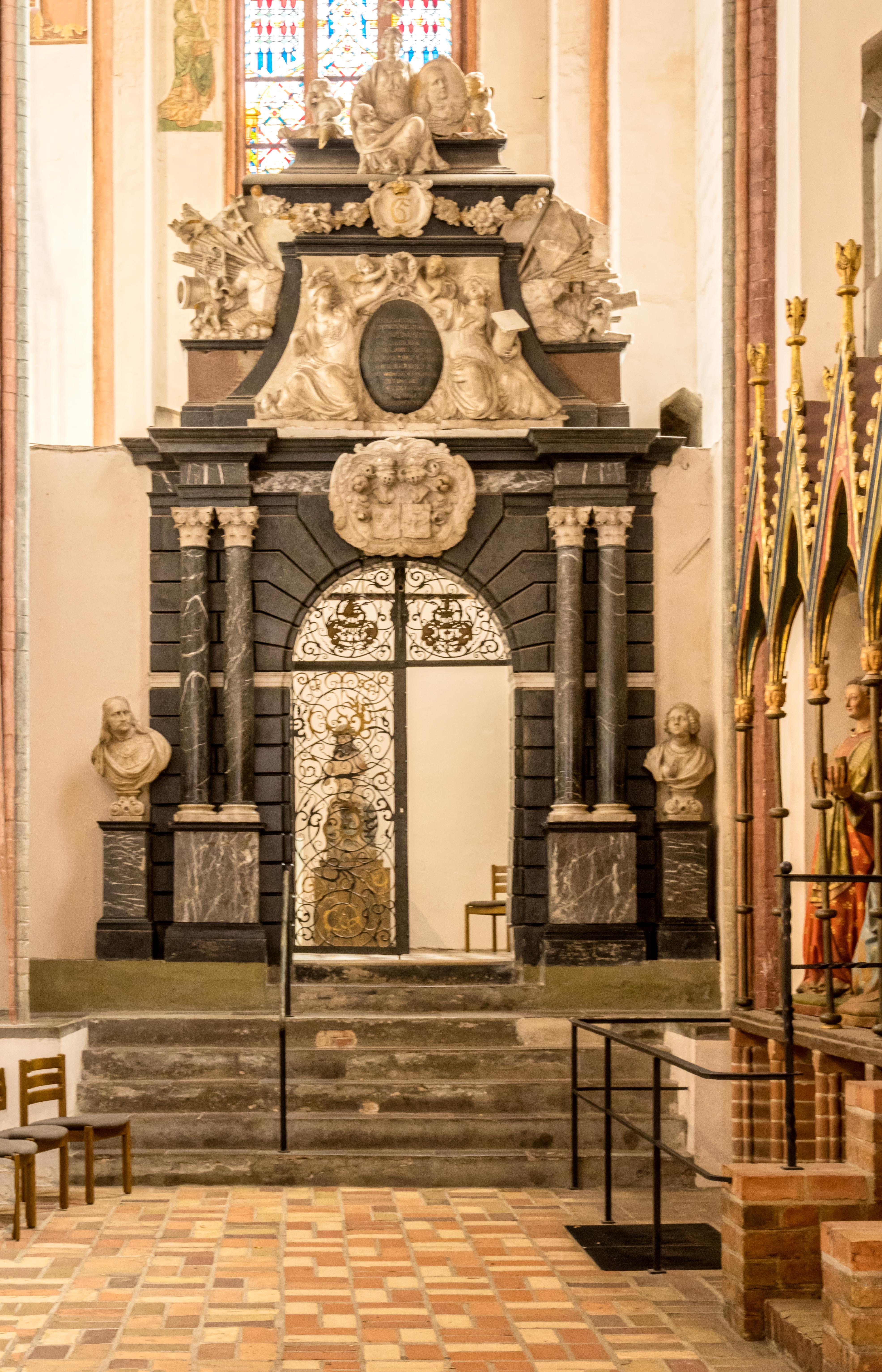
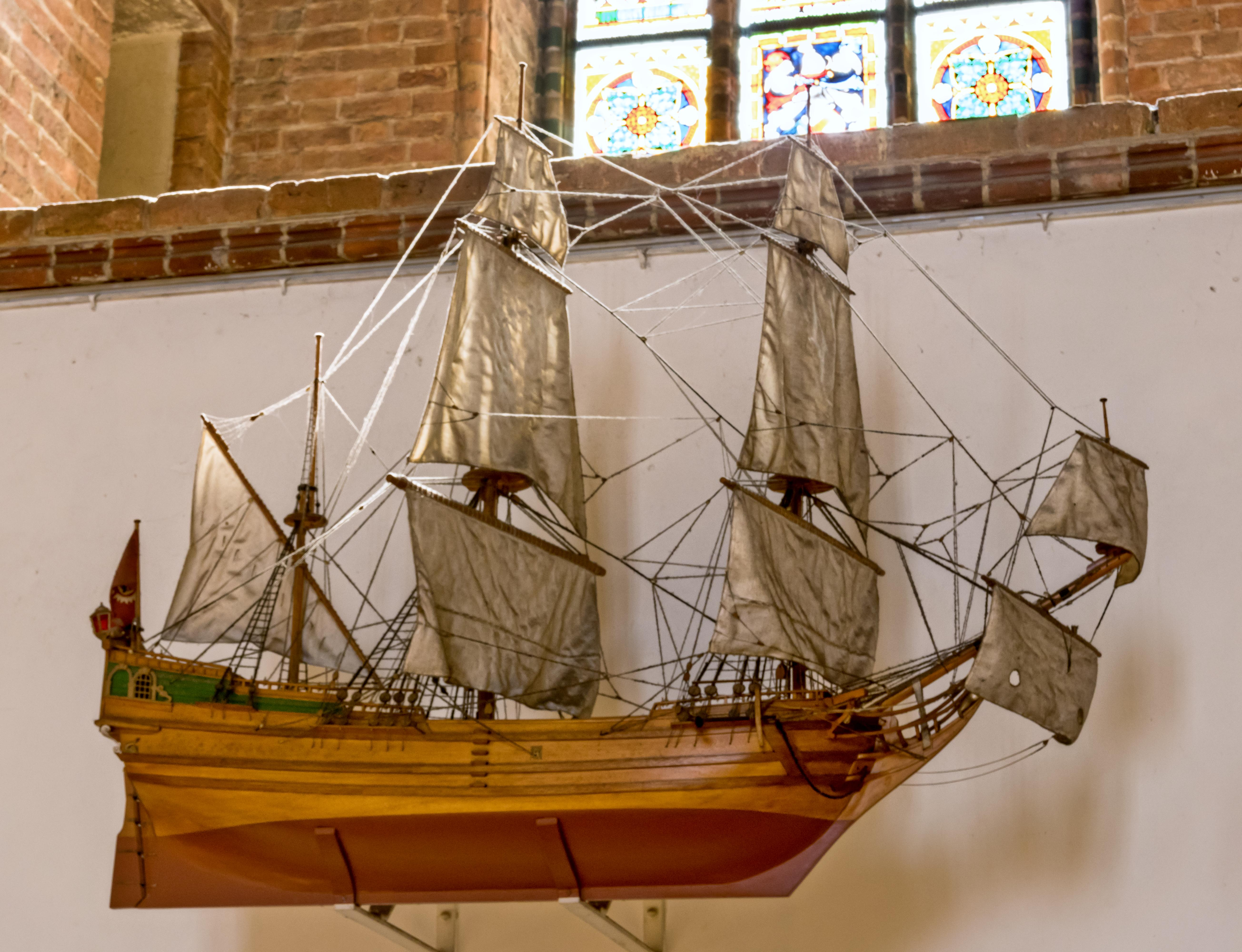
Votiefschip
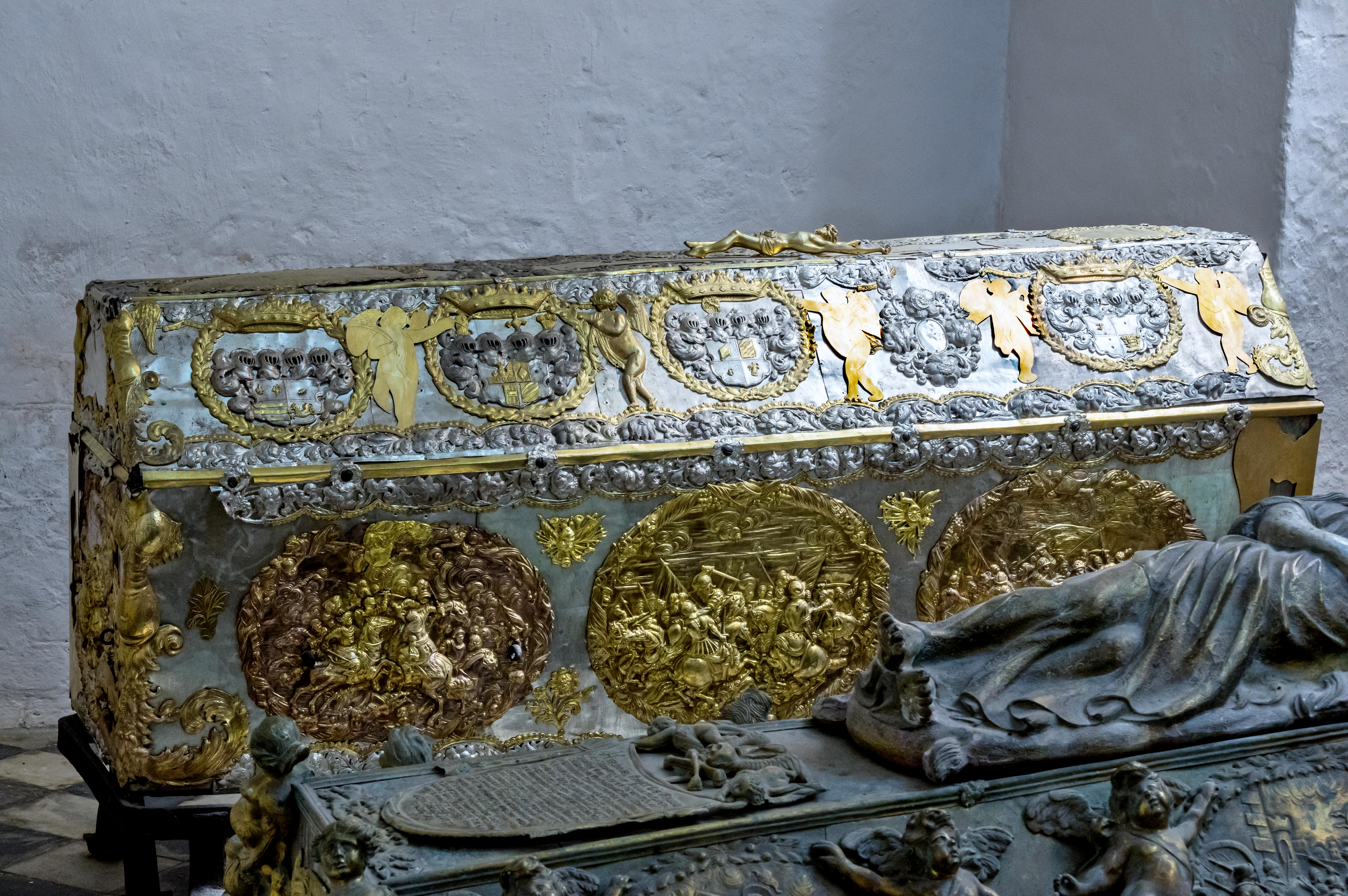
Sarcofagen
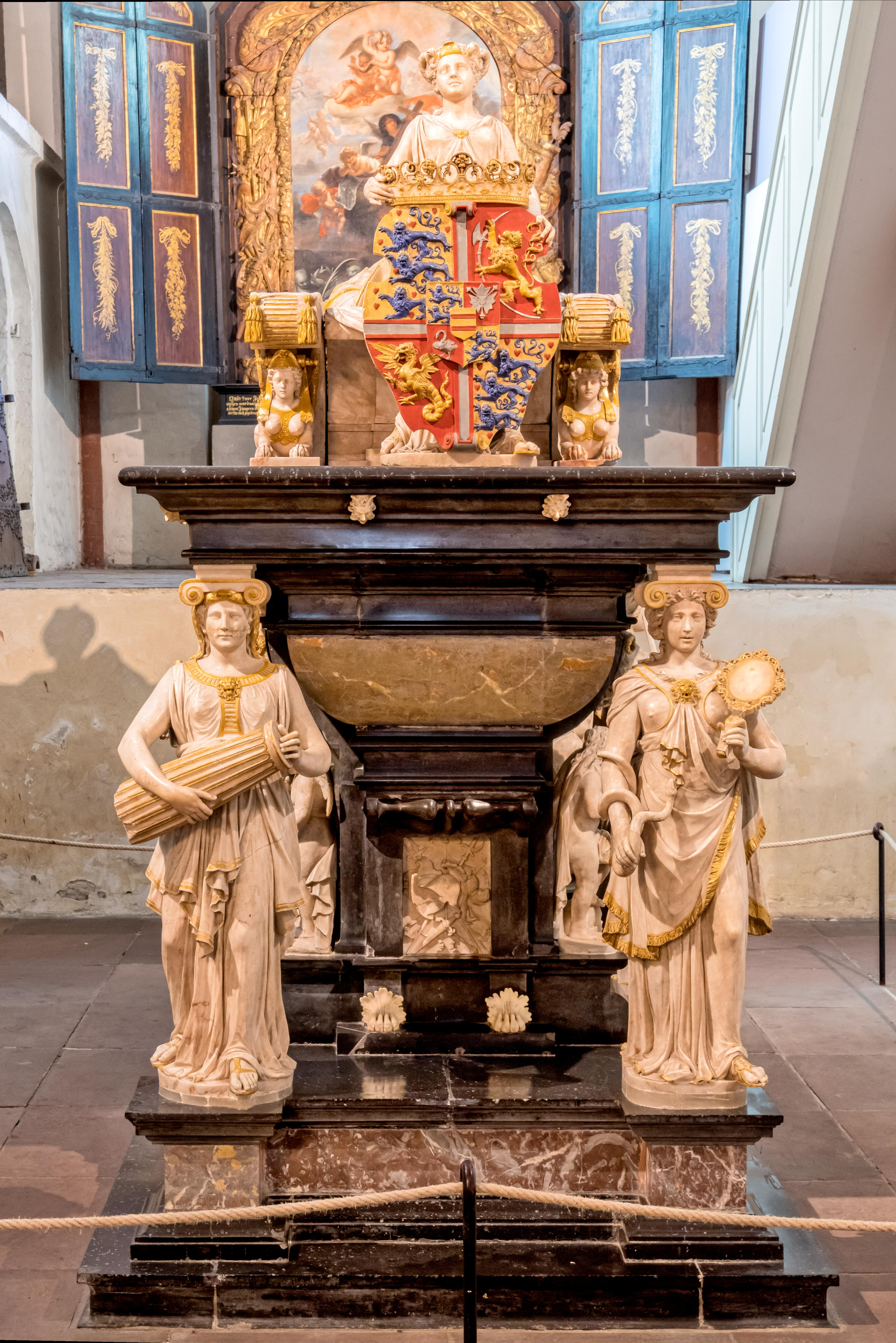
Cenotaaf Frederik I van Denemarken
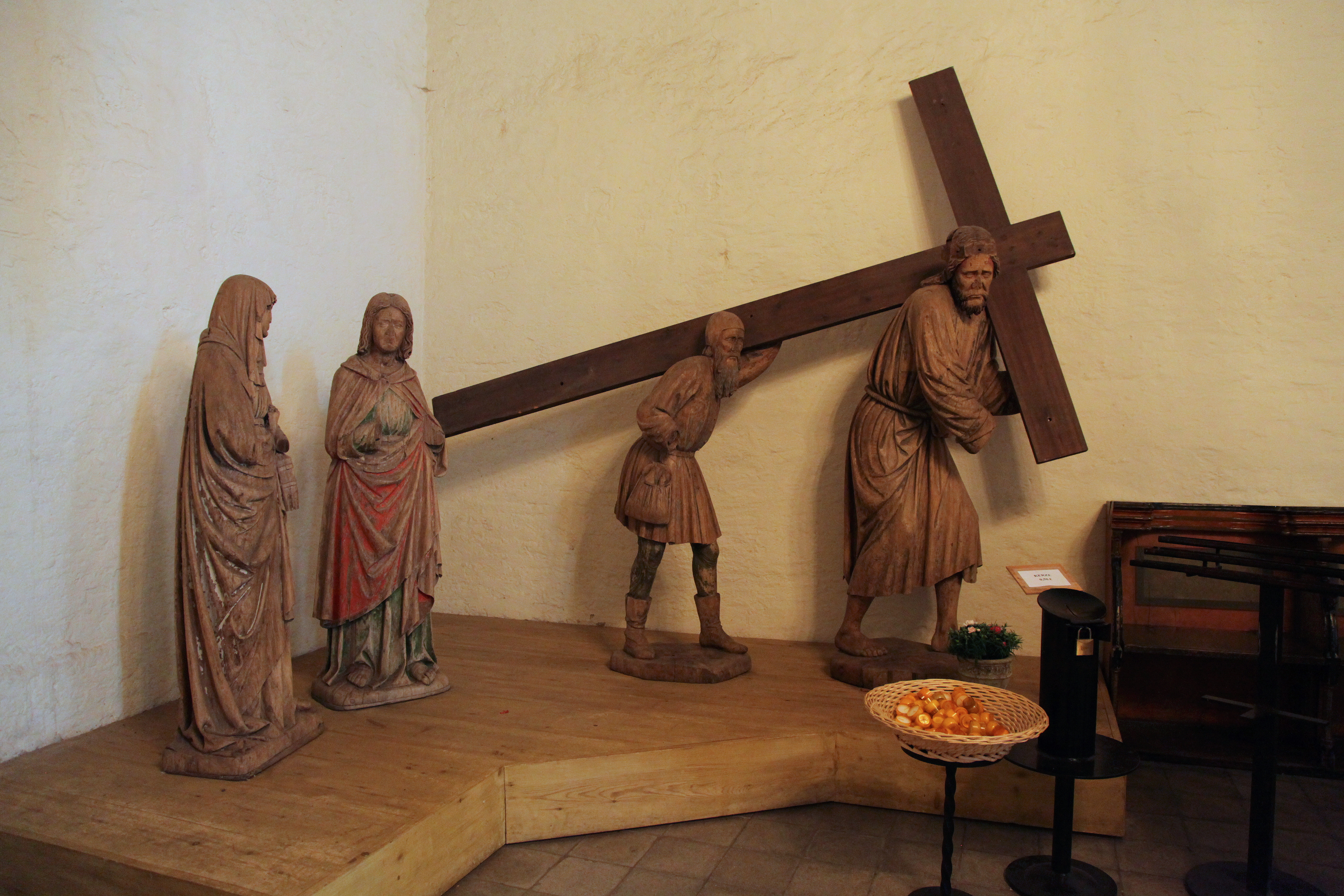
Kruisdragingsgroep
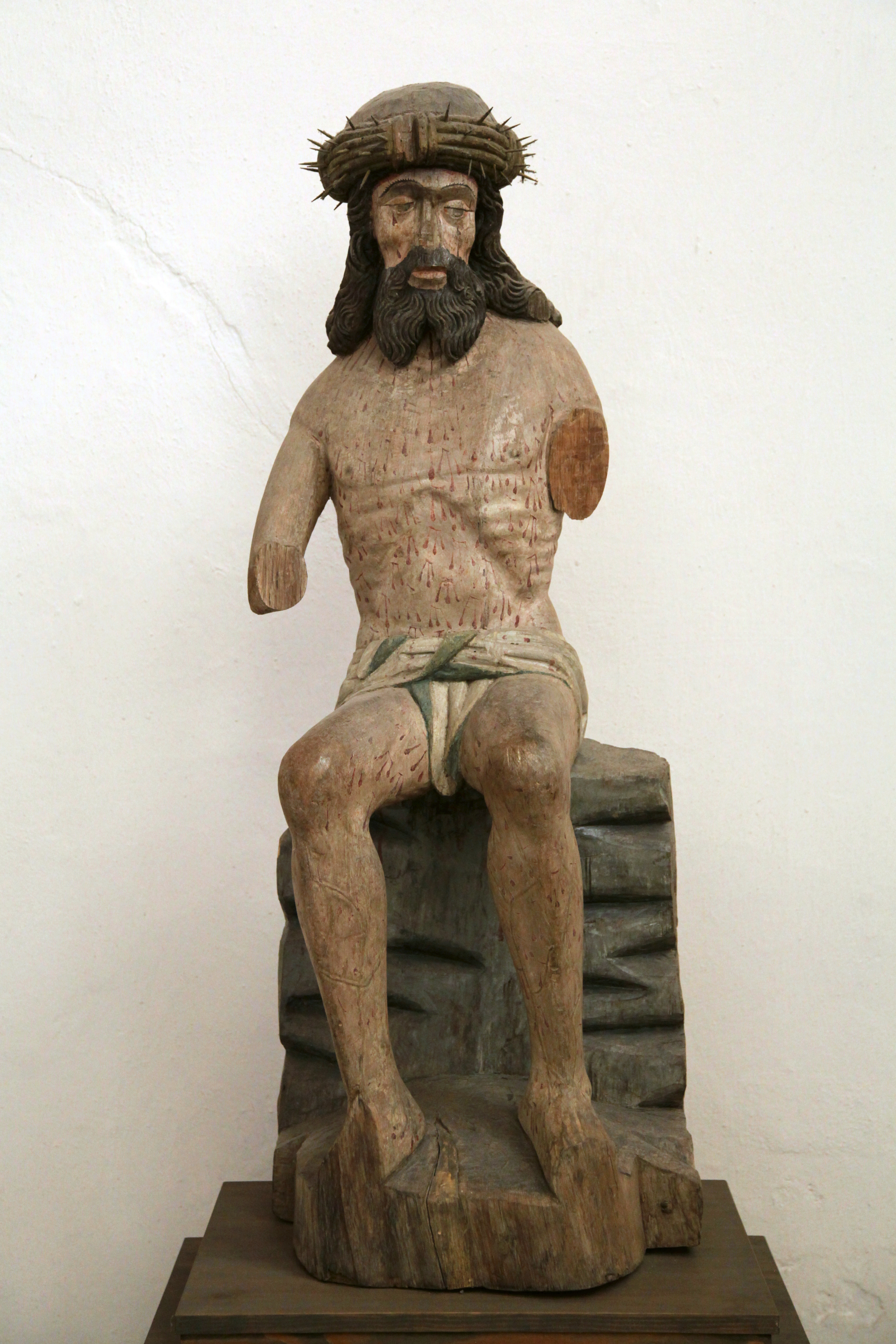
Man van Smarten
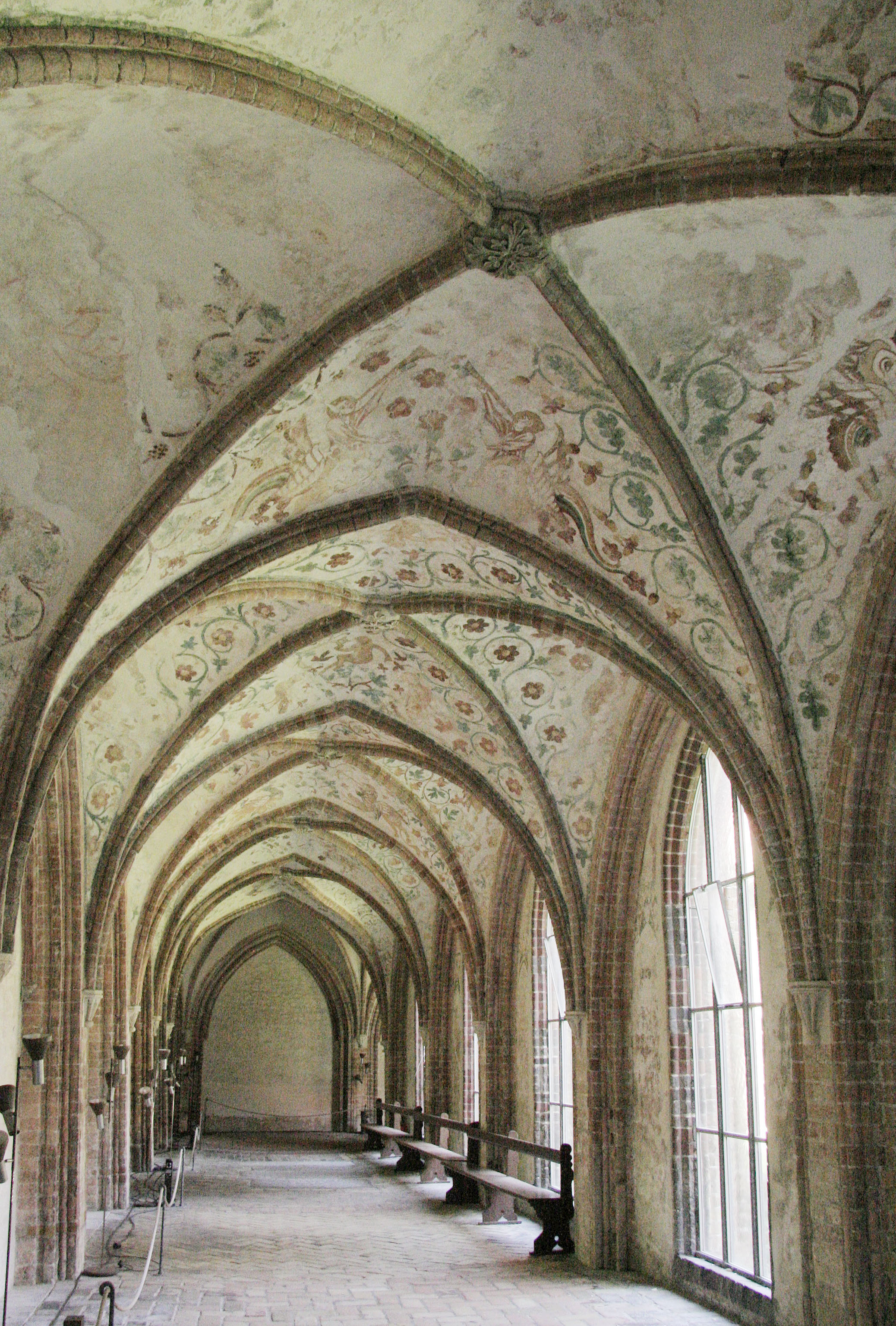
Kruisgang